# 李乂
李 乂（り がい、657年 - 716年）は、唐代の文人・官僚。もとの名は尚真、あるいは字は尚真。本貫は趙州房子県。

## 経歴
幼くして父を失った。12歳で文章を作ることができた。進士に及第し、万年県尉に任じられた。長安3年（703年）、雍州長史の薛季昶の推挙により監察御史に抜擢された。景龍年間、中書舎人・修文館学士となった。
李乂は数年のあいだ知制誥をつとめた。景雲元年（710年）、吏部侍郎に任じられた。宋璟や盧従願とともに官吏の選挙をつかさどり、功績の評価や人事の昇降が公平なことで知られた。ほどなく黄門侍郎に転じた。ときに睿宗が金仙観と玉真観を造営すると、李乂はしきりに上疏して諫めた。開元初年、李乂は中書侍郎の蘇頲とともに起居注を編纂するよう命じられ、玄宗の名言については別に編纂して上奏した。李乂は門下省にあって、多く詔勅の封駁をおこなった。姚崇が紫微令となると、李乂は推薦を受けて紫微侍郎となった。まもなく刑部尚書に任じられた。開元4年（716年）1月、死去した。享年は68。黄門監の位を追贈された。諡は貞といった。編著に兄の李尚一や李尚貞と共著した『李氏花萼集』20巻があった。

## 伝記資料
- 『旧唐書』巻101 列伝第51
- 『新唐書』巻119 列伝第44